# Sant'Agnese/Annibaliano
Sant'Agnese/Annibaliano è una stazione della linea B della metropolitana di Roma.

## Storia
I lavori iniziarono a novembre 2005 e terminarono alla fine del 2011.
La stazione fu aperta come parte della diramazione B1 il 13 giugno 2012.
Il progetto è firmato dallo studio ABDR Architetti Associati (Maria Laura Arlotti, Michele Beccu, Paolo Desideri, Filippo Raimondo).
Dal 30 aprile 2024 è stato aperto il parcheggio sotterraneo di scambio auto e metropolitana.

## Servizi
La stazione dispone di:
- Biglietteria automatica
- Servizi igienici

## Interscambi
- Fermata autobus ATAC

## Galleria d'immagini

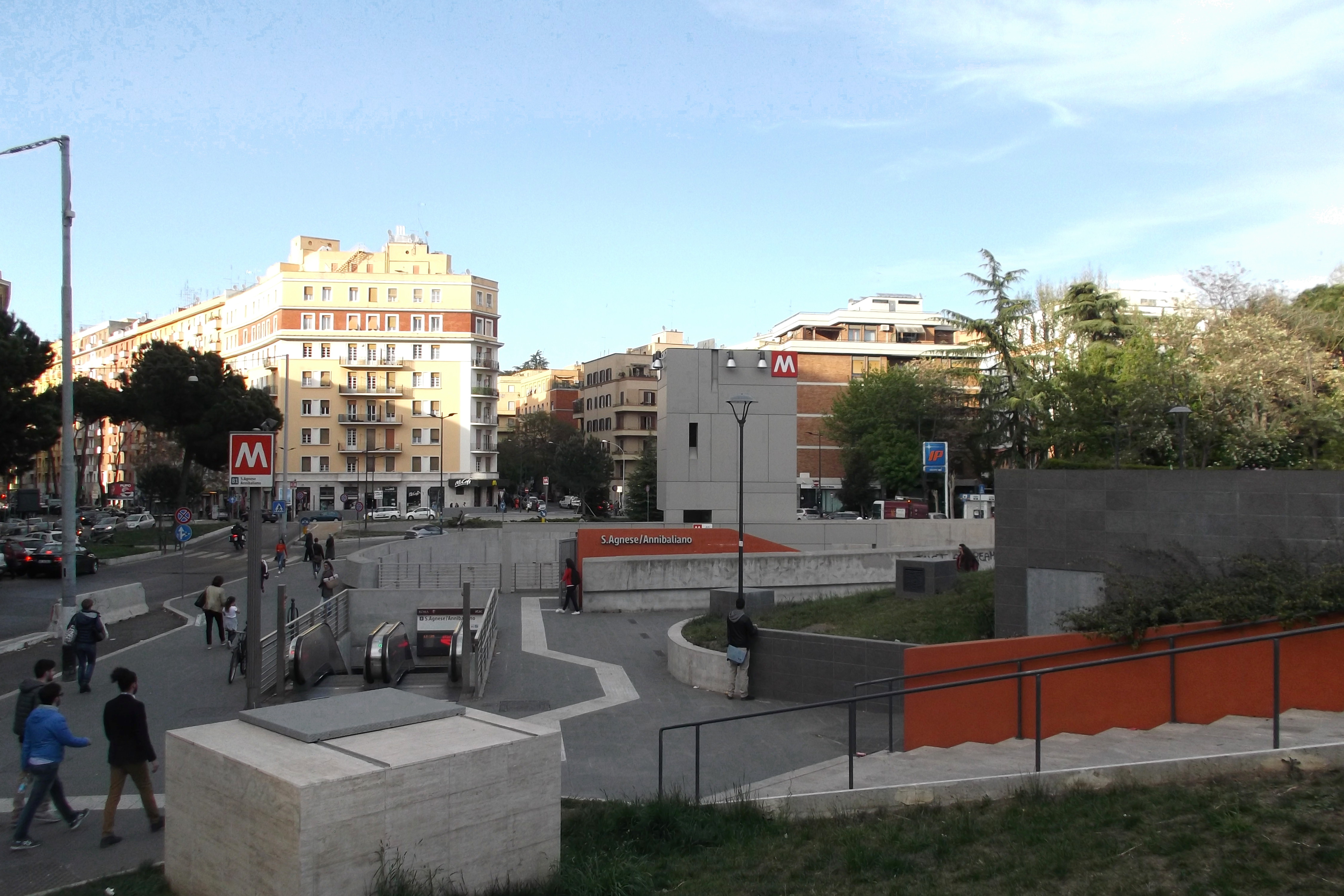
L'esterno